# Kale Clague
Kale Clague (né le 5 juillet 1998 à Regina, dans la province de la Saskatchewan au Canada) est un joueur professionnel canadien de hockey sur glace. Il évolue à la position de défenseur.

## Biographie

### Jeunesse et carrière junior
Clague est le fils de Jason Clague, un joueur de hockey sur glace ayant évolué comme gardien dans les rangs juniors avec les Rebels de Red Deer et les Pats de Regina. Kale Clague nait alors que celui-ci évolue dans les rangs universitaires avec les Cougars de Regina. Il suit donc les traces de son père et démarre le hockey sur glace. 
Alors qu'il évolue au niveau Bantam avec le Heat de Lloydminster, il bat le record de points pour un défenseur en une saison avec 77 points, devançant le record de Dion Phaneuf par plus de dix points. Choisit par les Wheat Kings de Brandon de la Ligue de hockey de l'Ouest au sixième rang du repêchage Bantam, il dispute la Coupe Memorial lors de son année de repêchage. Ses performances juniors lui permettent également de se classer au 27e rang des espoirs nord-américains pour le repêchage à venir de la Ligue nationale de Hockey. Lors du tournoi de la Coupe Memorial, les Wheat Kings perdent leurs trois matchs et finissent derniers, dont une lourde défaite de neuf à un face aux Knights de London. 
Le soir du repêchage, il est choisi au 51e rang par les Kings de Los Angeles et signe un contrat d'entrée de trois ans avec l'équipe un an plus tard. Néanmoins il reste avec les Wheat Kings pour compléter son stage junior. Le 10 janvier 2018, il est échangé aux Warriors de Moose Jaw contre Luka Burzan, Chase Hartje et trois choix de repêchage.

### Carrière professionnelle
Lorsqu'il commence sa carrière professionnelle, Clague est considéré comme le meilleur espoir des Kings à la ligne bleue, même s'il reste prévu qu'il passe la saison avec le club-école du Reign d'Ontario en Ligue américaine de hockey. Il doit attendre une saison avant de faire ses débuts dans la LNH. Il enfile pour la première fois l'uniforme des Kings le 21 décembre 2019 alors que ces derniers affrontent les Sabres de Buffalo. Il joue peu en LNH dans cette saison interrompue par l'arrivée de la pandémie de Covid-19 et Clague a alors pour objectif d'obtenir un poste permanent pour la saison suivante. Il rate cependant l'opportunité de se tailler une poste avec l'équipe lors des deux saisons suivantes, malgré de nombreuses blessures chez les défenseurs des Kings. Le 4 décembre 2021, alors qu'il est au ballotage pour être renvoyé dans la LAH, il est réclamé par les Canadiens de Montréal.
Clague représente le premier changement de personnel orchestré par le nouveau vice-président aux opérations hockey Jeff Gorton. Il rejoint l'entraineur Dominique Ducharme avec qui il a travaillé à l'occasion des championnats du monde junior de 2017 et 2018. Dès son arrivée avec l'équipe, il déclare que son but est d'obtenir un poste permanent dans la ligue, chose qu'il n'avait pas réussi à Los Angeles. Le 28 décembre 2021, lors d'un match contre le Lightning de Tampa Bay où l'effectif des deux équipes est décimé par la covid-19, il est l'un des joueurs à marquer son premier but dans la LNH, l'autre étant son coéquipier Rafaël Harvey-Pinard. Le 11 juillet 2022, Clague ne reçoit pas d'offre qualificative de la part du Tricolore. Il est l'un des trois joueurs de l'organisation dans cette situation avec Rem Pitlick et Josh Brook. Il devient alors joueur autonome le surlendemain. À l'ouverture du marché de joueurs autonomes, il fait partie d'un trio de défenseurs à signer avec les Sabres de Buffalo en compagnie de Jérémy Davies et Chase Priskie. Son contrat est d'une valeur de 750 000$.

### Carrière internationale
Clague représente le Canada au niveau international. Il participe à deux championnats du monde junior avec la sélection nationale.

## Statistiques

### En club
| Saison     | Équipe                       | Ligue      |    | Saison régulière | Saison régulière | Saison régulière | Saison régulière | Saison régulière |   | Séries éliminatoires | Séries éliminatoires | Séries éliminatoires | Séries éliminatoires | Séries éliminatoires |
| Saison     | Équipe                       | Ligue      | PJ | B                | A                | Pts              | Pun              | PJ               | B | A                    | Pts                  | Pun                  |                      |                      |
| 2010-2011  | Lloydminster Heat U15 AAA    | AMBHL      | 32 | 10               | 18               | 28               | 76               | -                | - | -                    | -                    | -                    |                      |                      |
| 2011-2012  | Lloydminster Heat U15 AAA    | AMBHL      | 33 | 11               | 23               | 34               | 44               | 9                | 5 | 6                    | 11                   | 2                    |                      |                      |
| 2011-2012  | Lloydminster Rage U16 AAA    | AMMHL      | 2  | 0                | 0                | 0                | 4                | 2                | 1 | 2                    | 3                    | 2                    |                      |                      |
| 2012-2013  | Lloydminster Heat U15 AAA    | AMBHL      | 33 | 35               | 42               | 77               | 44               | 8                | 5 | 4                    | 9                    | 20                   |                      |                      |
| 2012-2013  | Lloydminster Bobcats U18 AAA | AMHL       | 1  | 0                | 1                | 1                | 0                | 1                | 0 | 0                    | 0                    | 0                    |                      |                      |
| 2013-2014  | Lloydminster Bobcats U18 AAA | AMHL       | 31 | 11               | 22               | 33               | 34               | 12               | 2 | 11                   | 13                   | 2                    |                      |                      |
| 2013-2014  | Wheat Kings de Brandon       | LHOu       | 2  | 0                | 0                | 0                | 0                | 3                | 0 | 0                    | 0                    | 2                    |                      |                      |
| 2014-2015  | Wheat Kings de Brandon       | LHOu       | 20 | 4                | 9                | 13               | 6                | 12               | 1 | 2                    | 3                    | 4                    |                      |                      |
| 2015-2016  | Wheat Kings de Brandon       | LHOu       | 71 | 6                | 37               | 43               | 54               | 21               | 6 | 8                    | 14                   | 8                    |                      |                      |
| 2016-2017  | Wheat Kings de Brandon       | LHOu       | 48 | 5                | 35               | 40               | 41               | 4                | 1 | 3                    | 4                    | 6                    |                      |                      |
| 2017-2018  | Wheat Kings de Brandon       | LHOu       | 28 | 10               | 37               | 47               | 35               | -                | - | -                    | -                    | -                    |                      |                      |
| 2017-2018  | Warriors de Moose Jaw        | LHOu       | 26 | 1                | 23               | 24               | 8                | 14               | 1 | 13                   | 14                   | 14                   |                      |                      |
| 2018-2019  | Reign d'Ontario              | LAH        | 52 | 7                | 22               | 29               | 34               | -                | - | -                    | -                    | -                    |                      |                      |
| 2019-2020  | Kings de Los Angeles         | LNH        | 4  | 0                | 0                | 0                | 2                | -                | - | -                    | -                    | -                    |                      |                      |
| 2019-2020  | Reign d'Ontario              | LAH        | 49 | 8                | 17               | 25               | 26               | -                | - | -                    | -                    | -                    |                      |                      |
| 2020-2021  | Kings de Los Angeles         | LNH        | 18 | 0                | 6                | 6                | 4                | -                | - | -                    | -                    | -                    |                      |                      |
| 2020-2021  | Reign d'Ontario              | LAH        | 23 | 1                | 11               | 12               | 8                | 1                | 0 | 1                    | 1                    | 0                    |                      |                      |
| 2021-2022  | Kings de Los Angeles         | LNH        | 11 | 0                | 5                | 5                | 2                | -                | - | -                    | -                    | -                    |                      |                      |
| 2021-2022  | Reign d'Ontario              | LAH        | 5  | 0                | 4                | 4                | 0                | -                | - | -                    | -                    | -                    |                      |                      |
| 2021-2022  | Canadiens de Montréal        | LNH        | 25 | 2                | 3                | 5                | 18               | -                | - | -                    | -                    | -                    |                      |                      |
| 2022-2023  | Sabres de Buffalo            | LNH        | 33 | 0                | 4                | 4                | 24               | -                | - | -                    | -                    | -                    |                      |                      |
| 2022-2023  | Americans de Rochester       | LAH        | 14 | 1                | 5                | 6                | 6                | -                | - | -                    | -                    | -                    |                      |                      |
| 2023-2024  | Sabres de Buffalo            | LNH        | 3  | 0                | 1                | 1                | 2                | -                | - | -                    | -                    | -                    |                      |                      |
| 2023-2024  | Americans de Rochester       | LAH        | 42 | 3                | 20               | 23               | 52               | -                | - | -                    | -                    | -                    |                      |                      |
| Totaux LNH | Totaux LNH                   | Totaux LNH | 94 | 2                | 19               | 21               | 52               | -                | - | -                    | -                    | -                    |                      |                      |

### En équipe nationale
| Année | Équipe           | Compétition                 |   | PJ | B | A | Pts | Pun               |  | Résultat |
| 2015  | Canada Black U17 | Défi mondial U17            | 4 | 1  | 0 | 1 | 0   | 5e place          |  |          |
| 2017  | Canada - 20 ans  | Championnat du monde junior | 7 | 0  | 6 | 6 | 2   | Médaille d'argent |  |          |
| 2018  | Canada - 20 ans  | Championnat du monde junior | 6 | 0  | 2 | 2 | 4   | Médaille d'or     |  |          |